# Gesner Armand
Gesner Armand (Croix-des-Bouquets, 11 de junio de 1936 – 10 de junio de 2008) fue un pintor haitiano.
A temprana edad, Gesner Armand se unió al Centre d’Art, donde Pierre Monosiet le introdujo en el mundo de la acuarela. Entre 1958 y 1960, estuvo en México y en 1960, tuvo una beca del gobierno de Francia y se fue a residir a París hasta 1962. Volvió a Haití para establecerse en Croix-des-Bouquets. Fue director del Museo de Arte de Haití en el St. Pierre's College. 
Sus pinturas, que representan típicamente la vida campesina, los carnavales o las palomas, fueron exhibidas en México, Estados Unidos, Francia, España, Jamaica, Martinica, Venezuela, Barbados, la República Dominicana, Guadalupe e Israel.